# Arado Ar 69
L'Arado Ar 69 est un avion biplace allemand d'école du début de l'entre-deux-guerres. 
Dérivé de l'Arado Ar 66, ce biplan de construction mixte réalisé pour concurrencer le Focke-Wulf Fw 44 était en fait sensiblement identique à l’Ar 66, mais l'empennage horizontal était reporté en arrière de la gouverne de direction, cette dernière étant précédée d’une dérive. Cinq exemplaires furent produits sous deux versions entre 1934 et 1936, puis cet appareil fut abandonné au profit de l'Ar 76.

## Versions
- Arado Ar 69a : Le premier prototype [D-2822], sorti fin 1933, est équipé d’un moteur en ligne Hirth HM 504 A de 105 ch et pesant tout juste 505 kg à vide ;
- Arado Ar 69b : Seconde version qui atteignait 184 km/h avec un moteur en étoile BMW-Bramo Sh 14A de 148 ch.